# Wybory parlamentarne we Francji w 1906 roku

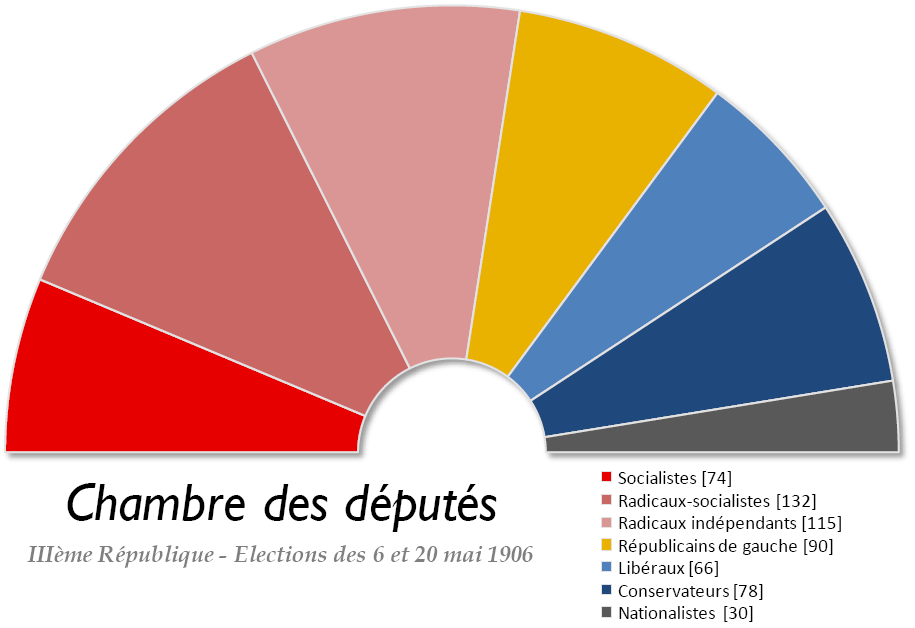
Podział miejsc w Izbie Deputowanych.

Wybory parlamentarne we Francji w 1906 roku odbyły się 6 i 20 maja. W wyborach zwyciężyła Partia Republikańska, Radykalna i Radykalno-Socjalistyczna (Parti républicain, radical et radical-socialiste; PRRRS), która stworzyła następnie koalicję wraz z innymi partiami centrowymi i centrolewicowymi. Na drugiej pozycji pod względem poparcia znalazła się konserwatywno-liberalna Federacja Republikańska (Fédération républicaine; FR), trzecią zaś pozycję zajęła chadecko-konserwatywna Akcja Liberalno-Ludowa (Action libérale populaire, ALP).

## Wyniki wyborów[2]
| Partia polityczna | Partia polityczna                                                  | Głosy     | % głosów |
| ----------------- | ------------------------------------------------------------------ | --------- | -------- |
|                   | Partia Republikańska, Radykalna i Radykalno-Socjalistyczna (PRRRS) | 2 514 508 | 28.53%   |
|                   | Federacja Republikańska (FR)                                       | 1 864 557 | 21.16%   |
|                   | Akcja Liberalno-Ludowa (ALP)                                       | 1 238 048 | 14.05%   |
|                   | Oddział Francuski Międzynarodówki Robotniczej (SFIO)               | 877 221   | 9.95%    |
|                   | Nacjonaliści (N)                                                   | 717 137   | 8.14%    |
|                   | Sojusz Demokratycznych Republikanów (ARD)                          | 703 912   | 7.99%    |
|                   | Niezależni Radykałowie (RI)                                        | 692 029   | 7.85%    |
|                   | Niezależni Socjaliści (SI)                                         | 205 081   | 2.33%    |

| Wybory parlamentarne we Francji w 1906 roku | Wybory parlamentarne we Francji w 1906 roku | Wybory parlamentarne we Francji w 1906 roku | Wybory parlamentarne we Francji w 1906 roku | Wybory parlamentarne we Francji w 1906 roku |
| ------------------------------------------- | ------------------------------------------- | ------------------------------------------- | ------------------------------------------- | ------------------------------------------- |
|                                             |                                             | % głosów                                    |                                             |                                             |
| PRRRS                                       |                                             | 28,53                                       |                                             |                                             |
| FR                                          |                                             | 21,16                                       |                                             |                                             |
| ALP                                         |                                             | 14,05                                       |                                             |                                             |
| SFIO                                        |                                             | 9,95                                        |                                             |                                             |
| N                                           |                                             | 8,14                                        |                                             |                                             |
| ARD                                         |                                             | 7,99                                        |                                             |                                             |
| RI                                          |                                             | 7,85                                        |                                             |                                             |
| SI                                          |                                             | 2,33                                        |                                             |                                             |
|                                             |                                             |                                             |                                             |                                             |

## Liderzy ważniejszych ugrupowań

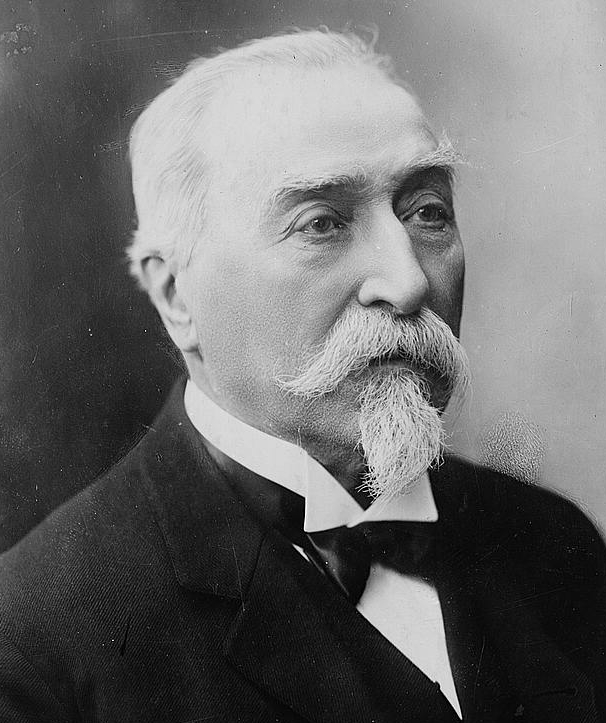
Émile Combes - lider Partii Republikańskiej, Rewolucyjnej i Radykalno-Socjalistycznej.
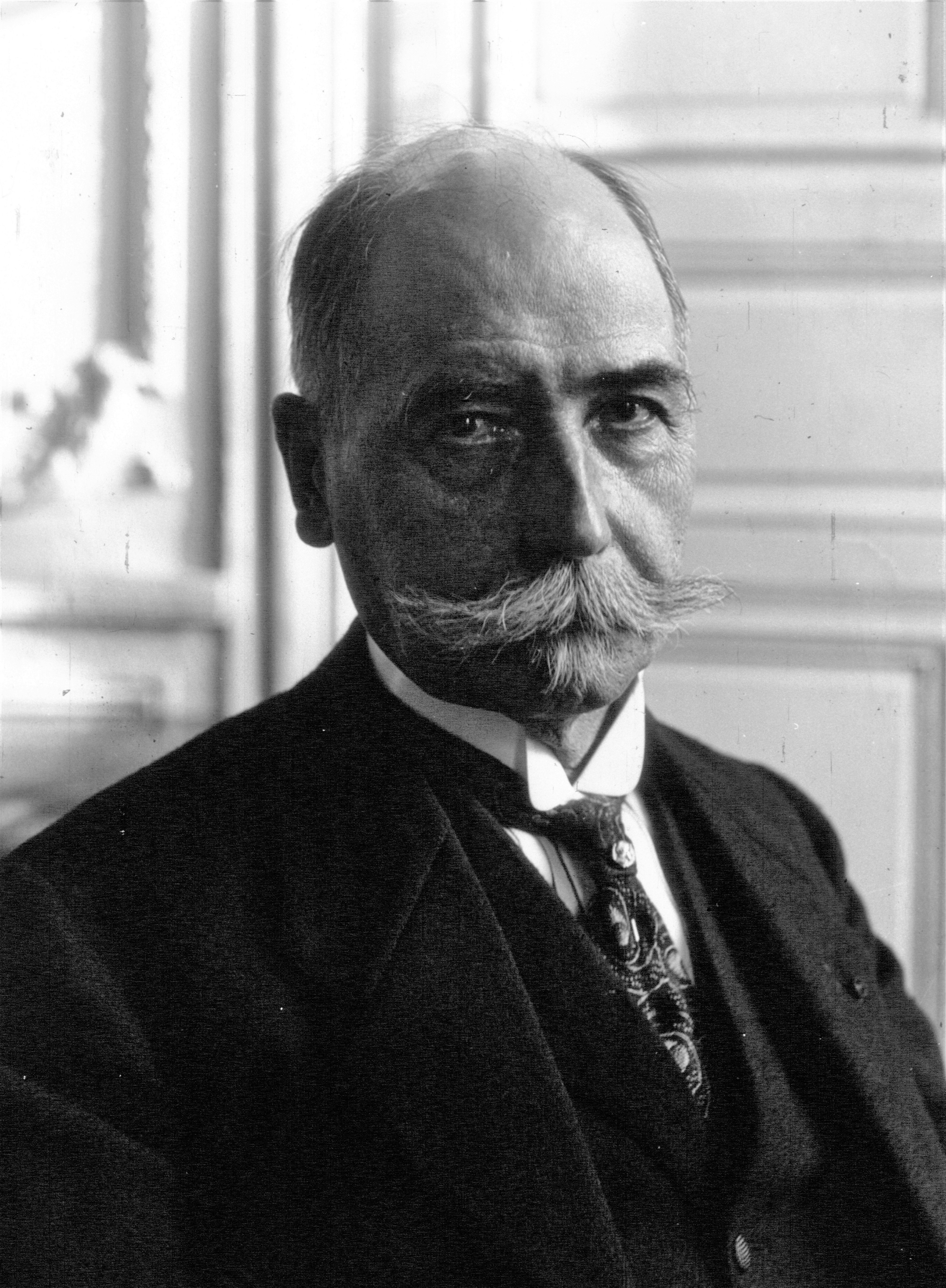
Auguste Isaac - lider Federacji Republikańskiej.
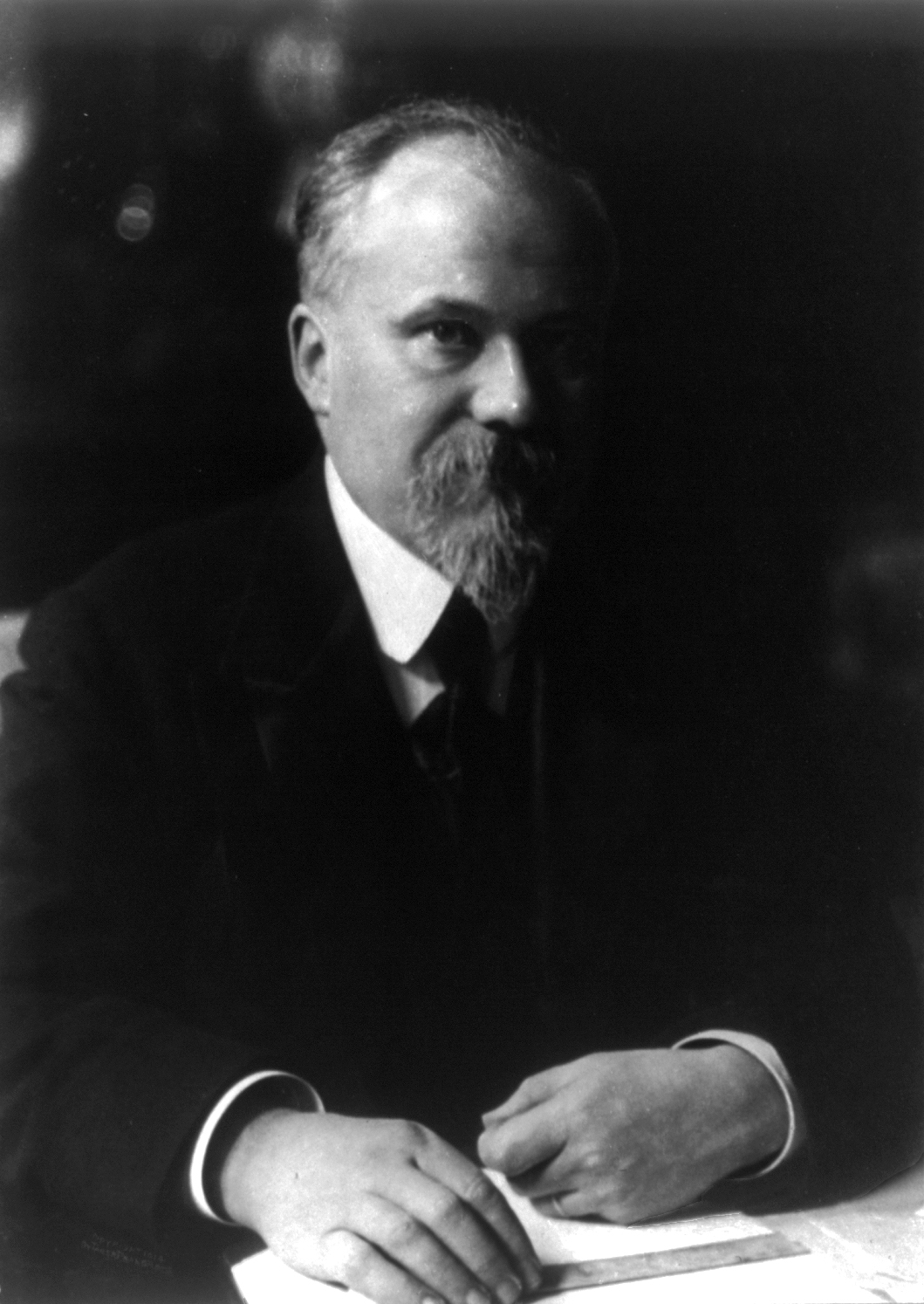
Raymond Poincaré - lider Sojuszu Demokratycznych Republikanów.

## Grupy polityczne w Izbie Deputowanych
| Nurt polityczny        | Partia polityczna                                          | Partia polityczna | Miejsca |
| ---------------------- | ---------------------------------------------------------- | ----------------- | ------- |
| Lewica                 |                                                            |                   |         |
|                        | Oddział Francuski Międzynarodówki Robotniczej              | 54                |         |
|                        | Niezależni Socjaliści                                      | 20                |         |
| Centrum i centrolewica |                                                            |                   |         |
|                        | Partia Republikańska, Radykalna i Radykalno-Socjalistyczna | 132               |         |
|                        | Niezależni Radykałowie                                     | 115               |         |
|                        | Sojusz Demokratycznych Republikanów                        | 90                |         |
| Prawica                |                                                            |                   |         |
|                        | Federacja Republikańska                                    | 78                |         |
|                        | Akcja Liberalno-Ludowa                                     | 66                |         |
|                        | Nacjonaliści                                               | 30                |         |
| Łącznie                | Łącznie                                                    | Łącznie           | 585     |